# Flensje

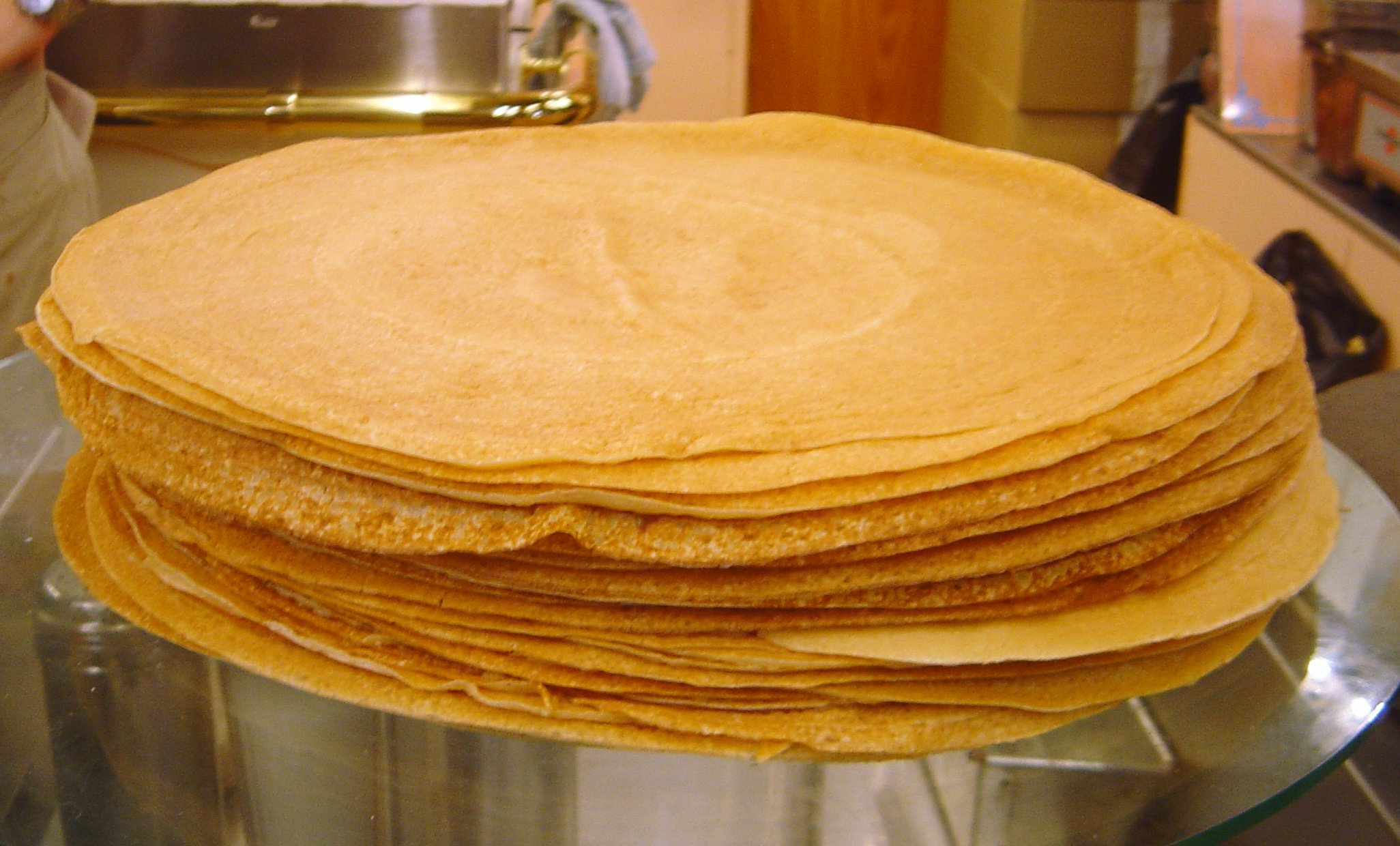
Flensjes

Een flensje of crêpe is een dunne variant van de pannenkoek. Door minder bloem en meer eieren toe te voegen, wordt een dunner beslag verkregen dan bij de reguliere pannenkoek gebruikelijk is. Door het dunne beslag goed te laten uitlopen in de pan, krijgt men een flensje als resultaat.
Een flensje wordt vooral toegepast bij desserts. Doordat het flensje lichter is dan de pannenkoek, is het beter te combineren met ijs of vruchten.
De herkomst van het woord flensje is waarschijnlijk het Nederduitse woord flinse, dat reepje of schijfje betekent.